# José Sánchez Martínez
José Sánchez Martínez (ur. 3 października 1983 w Lorce) – hiszpański sędzia piłkarski. Od 2017 roku sędzia międzynarodowy.

## Kariera sędziowska
Sánchez Martínez rozpoczął karierę sędziowską w 2003 roku, a w 2005 roku rozpoczął prowadzenie spotkań w Tercera División. Pięć lat spędzonych na czwartym poziomie rozgrywkowym w Hiszpanii, poskutkowało awansem do Segunda División B. Po zakończeniu sezonu 2011/2012 uzyskał promocję do Segunda División. W sezonie 2013/2014 poprowadził mecz barażowy o awans do Primera División pomiędzy UD Las Palmas oraz Córdoba CF. Miejscowi w tym spotkaniu prowadzili 1-0, w doliczonym czasie gry, kiedy to kibice wbiegli na boisko mylnie uznając, że sędzia zakończył spotkanie. Po uporządkowaniu sytuacji i wznowieniu gry przyjezdni doprowadzili do wyrównania, które dało im awans do najwyższej ligi.
Po zakończeniu kolejnego sezonu uzyskał awans do Primera División. 8 grudnia 2016 roku został sędzią międzynarodowym. Został zaklasyfikowany od razu do UEFA Category 2. Pierwszym seniorskim spotkaniem w Europie był dla niego mecz I rundy eliminacji do Ligi Europy 2017/2018 pomiędzy AS Trenčín, a Bene Jehuda Tel Awiw. W sierpniu 2017 roku poprowadził El Clásico w ramach rozgrywek o Superpuchar Hiszpanii. Rok później zadebiutował już w fazie grupowej Ligi Europy w meczu Spartak Trnawa – Fenerbahçe SK.
W roku 2019 znalazł się w gronie arbitrów wyznaczonych na turniej finałowy Mistrzostw Świata w Piłce Nożnej Kobiet 2019. Pełnił tam rolę sędziego VAR. W sezonie 2021/2022 zadebiutował w fazie grupowej Ligi Mistrzów. Został wyznaczony na spotkanie Sporting CP – AFC Ajax.